# Nie mów mi nie
Nie mów mi nie – debiutancki singel polskiej piosenkarki Marty Gałuszewskiej, wydany 28 listopada 2017 nakładem wytwórni Universal Music Polska. Utwór ten jest singlem promocyjnym artystki, który nie znajduje się na żadnym projekcie artystki.
Kompozycja znalazła się na 5. miejscu listy AirPlay – Top, najczęściej odtwarzanych utworów w polskich rozgłośniach radiowych.

## Premiera i wykonania na żywo
Kompozycja została premierowo zaprezentowana przez Gałuszewską 25 listopada 2017 w finale ósmej edycji programu TVP2 The Voice of Poland. W remixie DJ-a Frodo wystąpił gościnnie Malik Montana.
2 marca 2018 odbyła się oficjalna premiera wraz z teledyskiem anglojęzycznej wersji „Nie mów mi nie” – „Why Don’t We Go”, z którą piosenkarka brała udział w krajowych eliminacji do 63. Konkursu Piosenki Eurowizji. 3 marca zaśpiewała ją w finale selekcji i zajęła piąte miejsce w głosowaniu jurorów i telewidzów. Utwór został także użyty jako motyw przewodni programu telewizji Polsatu Take Me Out. Umów się ze mną. 

## Odbiór
Nagranie było notowane na 5. miejscu w zestawieniu AirPlay – Top, najczęściej odtwarzanych utworów w polskich rozgłośniach radiowych i uzyskało status platynowej płyty.

## Lista utworów
- Digital download

1. „Nie mów mi nie” – 3:36[6]

## Notowania

### Pozycje na listach airplay
| Kraj   | Lista (2018)      | Najwyższa pozycja |
| ------ | ----------------- | ----------------- |
| Polska | AirPlay – Top     | 5                 |
| Polska | AirPlay – Nowości | 2                 |

### Pozycje na radiowych listach przebojów
| Kraj   | Lista (2018)          | Najwyższa pozycja |
| ------ | --------------------- | ----------------- |
| Polska | Radio Szczecin (SLiP) | 49                |
| Polska | RMF FM (POPLista)     | 1                 |
| Polska | Zet (Lista przebojów) | 1                 |